# Amateur Photographer
Amateur Photographer je fotografický týdeník vydávaný ve Velké Británii. Je nejstarším stále vycházejícím fotografickým týdeníkem na světě, jehož první číslo vyšlo 10. října 1884.

## Historie časopisu
- 1884 – založení týdeníku Amateur Photographer vydavatelem Hazell, Watson & Viney v Londýně.
- 1892 – začlenění měsíčníku Photographic Reporter stejného vydavatele.
- 1908 – sloučení s časopisem Photographic News (od roku 1858 vydávalo nakladatelství Cassell, Peffer and Galpin) pod novým názvem Amateur Photographer and Photographic News.
- 1918 – sloučení s časopisem Photography and Focus pod novým názvem Amateur Photographer and Photography.
- 1927 – začlenění časopisu New Photographer, nový název Amateur Photographer and Cinematographer.
- 1945 – změna názvu na Amateur Photographer.[2]